# Tetraloides nigrifrons
Tetraloides nigrifrons is een krabbensoort uit de familie van de Tetraliidae. De wetenschappelijke naam van de soort is voor het eerst geldig gepubliceerd in 1852 door Dana.